# Теория приближений
Теория приближений — раздел математики, изучающий вопрос о возможности приближённого представления одних математических объектов другими, как правило более простой природы, а также вопросы об оценках вносимой при этом погрешности. Значительная часть теории приближения относится к приближению одних функций другими, однако есть и результаты, относящиеся к абстрактным векторным или топологическим пространствам.
Теория приближений активно используется при построении численных алгоритмов, а также при сжатии информации.

## Примеры
- Вместо вычисления точного значения функции {\displaystyle \sin x} при малых {\displaystyle x} можно воспользоваться самим {\displaystyle x}, то есть {\displaystyle \sin x\approx x}. Чем больше будет {\displaystyle x}, тем больше будет погрешность такого приближения.
- Чтобы запомнить некоторую функцию можно запомнить её значения в некоторых точках (говорят: на сетке), а в остальных точках вычислять её по какой-нибудь интерполяционной формуле. Вопрос об оптимальном выборе (для конкретной функции или для функций из какого-то класса) сетки и формулы относится как раз к теории приближения.

## История
Приближённые формулы вычисления различных функций (таких, как корень) или констант (таких, как {\displaystyle \pi }) были известны с глубокой древности.
Началом современной теории приближения принято считать работу П. Л. Чебышёва 1857 года, посвященную полиномам, наименее уклоняющимся от нуля (сейчас их называют полиномами Чебышёва первого рода).
Также к числу классических результатов теории приближения относится теорема Вейерштрасса — Стоуна (или аппроксимационная теорема Вейерштрасса).

## Журналы
Основные научные журналы, посвященные теории приближения:
- Journal on Approximation Theory[англ.] (на английском языке, выпускается в США, сокращенно JAT)
- East Journal on Approximation[англ.] (на английском языке, выпускается Россией и Болгарией)
- Constructive Approximation[англ.] (на английском языке, выпускается в США)

## Конференции
- 2016, 2013, 2010, 2007, 2004, 2001, 1998, 1995, 1992, 1989, 1986, 1983, 1980, 1976, 1973 — 15th International Conference on Approximation Theory, May 22-25, San Antonio, Texas;
- 2009 — Functional Methods in Approximation Theory and Operator Theory III, August 22-26, Свитязь, Волынская область, Украина
- 1999 — International Conference on Approximation Theory and its Applications, May 26-31, Киев

## Премии
- Vasil A. Popov[фр.] Prize in Approximation Theory[фр.]

## Российские и советские математики, занимавшиеся теорией приближений
- Чебышёв, Пафнутий Львович
- Бернштейн, Сергей Натанович
- Дзядык, Владислав Кириллович
- Геронимус, Яков Лазаревич
- Колмогоров, Андрей Николаевич
- Никольский, Сергей Михайлович
- Ахиезер, Наум Ильич
- Тиман, Александр Филиппович
- Ремез, Евгений Яковлевич
- Степанец, Александр Иванович
- Стечкин, Сергей Борисович
- Корнейчук, Николай Павлович
- Тихомиров, Владимир Михайлович
- Лигун, Анатолий Александрович
- Кашин, Борис Сергеевич
- Конягин, Сергей Владимирович